# Poltek z Szybowic
Poltek z Szybowic herbu Lis (również Świętopełk z Szybowic, łac. Polzco de Snellewalde; ur. w I połowie XIII wieku zm. ok. 1299) – śląski rycerz z rodziny Schnellenwaldów. Właściciel Otmętu, Szybowic, Kadłubca, Gogolina, Malni i Wadochowic.

## Życiorys
Ród Schnellenwaldów pochodził z Małopolski. Syn Jaksy z Szybowic i nieznanej z imienia córki kasztelana opolskiego Zbrosława ze Śmicza, brat Wincentego, Zborosława i Janusza. Po śmierci ojca, Poltek przejął władzę nad jego włościami. Jaksa lub Poltek byli założycielami wsi Szybowice koło Prudnika.
Według bulli papieża Bonifacego VIII z 16 lutego 1302, Poltek był jednym z fundatorów i ofiarodawców dóbr na rzecz klasztoru cystersów w Jemielnicy. Przekazał on klasztorowi Otmęt wraz z patronatem kościoła Wniebowzięcia Najświętszej Maryi Panny, Gogolin, Kadłubiec i połowę Malni. Po 1282 Poltek odzyskał wieś Wadochowice.
Poltek miał synów Jaksę i Teodoryka (Dytryka). Po jego śmierci około 1299, bracia Jaksa i Teodoryk zażądali zwrotu dóbr nadanych przez Poltka zakonowi cystersów w Jemielnicy.